# Chi dorme non piglia pesci
Chi dorme non piglia pesci (oppure, "chi dorme non pecca, ma non piglia pesce") è un proverbio italiano.

## Significato
Il significato è che, se si sta a poltrire, non si ottiene nulla. Il pescatore deve essere costantemente attento, quindi senza distrarsi o addirittura addormentarsi, per riuscire a tirare su il pesce quando abbocca.
In latino si ritrova nel Rudens di Plauto un motto analogo: nam qui dormiunt libenter, sine lucro et cum malo quiescunt.

## Curiosità
- Significato in un certo senso affine ha il motto della famiglia fiorentina dei Bartolini Salimbeni, "per non dormire", fatto proprio da Gabriele D'Annunzio.

- In inglese viene tradotto come the early bird gets the worm, oppure con the early dog gets the fox, sebbene il significato di questi sia alla lettera più vicino al proverbio "il mattino ha l'oro in bocca".